# Brasil nos Jogos Paralímpicos de Verão de 2012
O Brasil participou dos Jogos Paralímpicos de Verão de 2012, em Londres, na Inglaterra. O país estreou nos Jogos em 1972 e esta foi sua 11ª participação. Pela 1ª vez o Brasil competiu em 18 esportes diferentes.

## Medalhistas
| Atleta | Esporte                     | Evento                       | Medalha |
| --- | --------------------------- | ---------------------------- | ------- |
| Felipe Gomes | Atletismo                   | 200 metros rasos - T11       | Ouro    |
| Alan Oliveira | Atletismo                   | 200 metros rasos - T44       | Ouro    |
| Yohansson Nascimento | Atletismo                   | 200 metros rasos - T46       | Ouro    |
| Tito Sena | Atletismo                   | Maratona - T46               | Ouro    |
| Terezinha Guilhermina | Atletismo                   | 100 metros rasos - T11       | Ouro    |
| Terezinha Guilhermina | Atletismo                   | 200 metros rasos - T11       | Ouro    |
| Shirlene Coelho | Atletismo                   | Lançamento de dardo - F37/38 | Ouro    |
| Maciel Souza Santos | Bocha                       | Individual Mista - BC2       | Ouro    |
| Dirceu Pinto | Bocha                       | Individual Mista - BC4       | Ouro    |
| Dirceu Pinto Eliseu dos Santos | Bocha                       | Pares Mistos - BC4           | Ouro    |
| Jovane Silva Guissone | Esgrima em cadeira de rodas | Espada Individual - B        | Ouro    |
| Fábio Luiz Ribeiro de Vasconcelos Emerson de Carvalho Gledson da Paixão Barros Cássio Lopes dos Reis Marcos José Alves Felipe Jeferson da Conceição Gonçalves Raimundo Nonato Alves Mendes Severino Gabriel da Silva Ricardo Steinmetz Alves Daniel Dantas da Silva | Futebol                     | Futebol de cinco             | Ouro    |
| Daniel Dias | Natação                     | 50 metros livre - S5         | Ouro    |
| André Brasil | Natação                     | 50 metros livre - S10        | Ouro    |
| Daniel Dias | Natação                     | 100 metros livre - S5        | Ouro    |
| André Brasil | Natação                     | 100 metros livre - S10       | Ouro    |
| Daniel Dias | Natação                     | 200 metros livre - S5        | Ouro    |
| Daniel Dias | Natação                     | 50 metros borboleta - S5     | Ouro    |
| André Brasil | Natação                     | 100 metros borboleta - S10   | Ouro    |
| Daniel Dias | Natação                     | 100 metros costas - S5       | Ouro    |
| Daniel Dias | Natação                     | 100 metros peito - SB4       | Ouro    |
| Lucas Prado | Atletismo                   | 100 metros rasos - T11       | Prata   |
| Daniel Silva | Atletismo                   | 200 metros rasos - T11       | Prata   |
| Lucas Prado | Atletismo                   | 400 metros rasos - T11       | Prata   |
| Yohansson Nascimento | Atletismo                   | 400 metros - T46             | Prata   |
| Odair Santos | Atletismo                   | 1.500 metros - T11           | Prata   |
| Claudiney Batista dos Santos | Atletismo                   | Lançamento de dardo - F57/58 | Prata   |
| Gerusa Geber Santos | Atletismo                   | 100 metros rasos - T11       | Prata   |
| Gerusa Geber Santos | Atletismo                   | 200 metros rasos - T11       | Prata   |
| Alexsander Almeida Maciel Celente José Roberto Ferreira de Oliveira Romário Diego Marques Leandro Moreno da Silva Leomon Moreno da Silva Filippe Santos Silvestre                                                                                                   | Goalboll                    | Masculino                    | Prata   |
| Lúcia da Silva Teixeira | Judô                        | - 57 kg                      | Prata   |
| Phelipe Andrews Melo Rodrigues | Natação                     | 100 metros livre - S10       | Prata   |
| André Brasil | Natação                     | 100 metros costas - S10      | Prata   |
| André Brasil | Natação                     | 200 metros medley - SM10     | Prata   |
| Edenia Garcia | Natação                     | 50 metros costas - S4        | Prata   |
| Felipe Gomes | Atletismo                   | 100 metros rasos - T11       | Bronze  |
| Jonathan de Souza Santos | Atletismo                   | Lançamento de Disco - F40    | Bronze  |
| Jhúlia Santos | Atletismo                   | 100 metros rasos - T11       | Bronze  |
| Eliseu dos Santos | Bocha                       | Individual Mista - BC4       | Bronze  |
| Antônio Tenório | Judô                        | - 100 kg                     | Bronze  |
| Michele Ferreira | Judô                        | - 52 kg                      | Bronze  |
| Daniele Bernardes Milan | Judô                        | - 63 kg                      | Bronze  |
| Joana Maria Silva | Natação                     | 50 metros borboleta - S5     | Bronze  |

## Medalhas por esporte
| Posição | Esporte                     | Medalha de ouro | Medalha de prata | Medalha de bronze | Total |
| ------- | --------------------------- | --------------- | ---------------- | ----------------- | ----- |
| 1°      | Natação                     | 9               | 4                | 1                 | 14    |
| 2°      | Atletismo                   | 7               | 8                | 3                 | 18    |
| 3°      | Bocha                       | 3               | 0                | 1                 | 4     |
| 4°      | Esgrima em cadeira de rodas | 1               | 0                | 0                 | 1     |
| 4°      | Futebol de cinco            | 1               | 0                | 0                 | 1     |
| 6°      | Judô                        | 0               | 1                | 3                 | 4     |
| 7°      | Goalball                    | 0               | 1                | 0                 | 1     |
| -       | Brasil                      | 21              | 14               | 8                 | 43    |

## Modalidades

### Atletismo(37 atletas)
Masculino
| Atletas                                                                                         | Evento                       | Preliminares | Preliminares | Semifinal   | Semifinal   | Final       | Final             |
| Atletas                                                                                         | Evento                       | Marca        | Posição      | Marca       | Posição     | Marca       | Posição           |
| ----------------------------------------------------------------------------------------------- | ---------------------------- | ------------ | ------------ | ----------- | ----------- | ----------- | ----------------- |
| Daniel Silva                                                                                    | 100 metros - T11             | 11s43        | 1º Q         | DNS         | DNS         | Não Avançou | Não Avançou       |
| Felipe Gomes                                                                                    | 100 metros - T11             | 11s32        | 1º Q         | 11s20       | 1º Q        | 11s27       | Medalha de bronze |
| Lucas Prado                                                                                     | 100 metros - T11             | 11s43        | 2º q         | 11s15       | 1º Q        | 11s25       | Medalha de prata  |
| André Andrade                                                                                   | 100 metros - T13             | 11s22        | 4º q         |             |             | 11s28       | 8º                |
| Lucas Ferrari                                                                                   | 100 metros - T37             | 12s18        | 7º           |             |             | Não Avançou | Não Avançou       |
| Edson Pinheiro                                                                                  | 100 metros - T38             |              |              |             |             | 11s57       | 5º                |
| Alan Oliveira                                                                                   | 100 metros - T44             | 11s56        | 3º q         |             |             | 11s33       | 7º                |
| André Oliveira                                                                                  | 100 metros - T44             | 12s35        | 5º           |             |             | Não Avançou | Não Avançou       |
| Antônio Souza                                                                                   | 100 metros - T46             | 11s36        | 4º           |             |             | Não Avançou | Não Avançou       |
| Yohansson Nascimento                                                                            | 100 metros - T46             | 10s94        | 1º Q         |             |             | 1m30s79     | 8º                |
| Ariosvaldo Fernandes Silva                                                                      | 100 metros - T53             | 15s22        | 3º Q         |             |             | 15s31       | 4º                |
| Daniel Silva                                                                                    | 200 metros - T11             | 23s29        | 1º Q         | 22s84       | 1º Q        | 22s99       | Medalha de prata  |
| Felipe Gomes                                                                                    | 200 metros - T11             | 22s99        | 1º Q         | 22s97       | 1º Q        | 22s97       | Medalha de ouro   |
| Lucas Prado                                                                                     | 200 metros - T11             | 22s96        | 1º Q         | 22s92       | 2º Q        | 23s15       | 4º                |
| Thierb Siqueira                                                                                 | 200 metros - T12             | 23s60        | 4º           | Não Avançou | Não Avançou | Não Avançou | Não Avançou       |
| André Andrade                                                                                   | 200 metros - T13             | 22s96        | 4º           |             |             | Não Avançou | Não Avançou       |
| Lucas Ferrari                                                                                   | 200 metros - T37             | 25s51        | 5º           |             |             | Não Avançou | Não Avançou       |
| Edson Pinheiro                                                                                  | 200 metros - T38             | 23s87        | 2ºQ          |             |             | DNS         | DNS               |
| Alan Oliveira                                                                                   | 200 metros - T44             | 21s88        | 1º Q         |             |             | 21s45       | Medalha de ouro   |
| Antônio Souza                                                                                   | 200 metros - T46             | DNS          | DNS          |             |             | Não Avançou | Não Avançou       |
| Emicarlo Souza                                                                                  | 200 metros - T46             | 23s01        | 4º           |             |             | Não Avançou | Não Avançou       |
| Yohansson Nascimento                                                                            | 200 metros - T46             | 22s27        | 2º Q         |             |             | 22s05       | Medalha de ouro   |
| Ariosvaldo Fernandes Silva                                                                      | 200 metros - T53             | 26s61        | 2º Q         |             |             | 26s83       | 8º                |
| Carlos Barto Silva                                                                              | 400 metros - T11             | 56s83        | 4º           |             |             | Não Avançou | Não Avançou       |
| Daniel Silva                                                                                    | 400 metros - T11             | 51s41        | 1º Q         |             |             | DNS         | DNS               |
| Lucas Prado                                                                                     | 400 metros - T11             | 52s00        | 1º Q         |             |             | 51s44       | Medalha de prata  |
| Thierb Siqueira                                                                                 | 400 metros - T12             | 50s80        | 2º q         | DSQ         | DSQ         | Não Avançou | Não Avançou       |
| André Andrade                                                                                   | 400 metros - T13             | 54s90        | 5º           |             |             | Não Avançou | Não Avançou       |
| Edson Pinheiro                                                                                  | 400 metros - T38             | DSQ          | DSQ          |             |             | Não Avançou | Não Avançou       |
| Alan Oliveira                                                                                   | 400 metros - T44             | 53s02        | 2º Q         |             |             | 51s59       | 4º                |
| Emicarlo Souza                                                                                  | 400 metros - T46             | 50s40        | 4º q         |             |             | 50s74       | 6º                |
| Yohansson Nascimento                                                                            | 400 metros - T46             | 50s18        | 2º Q         |             |             | 49s21       | Medalha de prata  |
| Ariosvaldo Fernandes Silva                                                                      | 400 metros - T53             | 52s44        | 4º           |             |             | Não Avançou | Não Avançou       |
| Carlos Barto Silva                                                                              | 800 metros - T12             | 2m06s69      | 4º           |             |             | Não Avançou | Não Avançou       |
| Thierb Siqueira                                                                                 | 800 metros - T12             | DNS          | DNS          |             |             | Não Avançou | Não Avançou       |
| Carlos Barto Silva                                                                              | 1.500 metros - T11           | 4m25s36      | 4º           |             |             | Não Avançou | Não Avançou       |
| Odair Santos                                                                                    | 1.500 metros - T11           | 4m14s95      | 1º Q         |             |             | 4m03s66     | Medalha de prata  |
| Odair Santos                                                                                    | 5.000 metros - T11           |              |              |             |             | DNS         | DNS               |
| André Andrade Daniel Silva Felipe Gomes Lucas Prado Thierb Siqueira                             | Revezamento 4x100 - T11/13   | DSQ          | DSQ          |             |             | Não Avançou | Não Avançou       |
| Alan Oliveira André Oliveira Antônio Souza Claudemir Santos Emicarlo Souza Yohansson Nascimento | Revezamento 4x100 - T42/46   |              |              |             |             | DSQ         | DSQ               |
| Ozivam Bonfim                                                                                   | Maratona - T46               |              |              |             |             | 2h37m16     | 4º                |
| Tito Sena                                                                                       | Maratona - T46               |              |              |             |             | 2h30m40     | Medalha de ouro   |
| Flávio Reitz                                                                                    | Salto em altura - F42        |              |              |             |             | 1m55        | 5º                |
| André Oliveira                                                                                  | Salto em distância - F42/44  |              |              |             |             | 6m12        | 8º                |
| Luciano dos Santos Pereira                                                                      | Salto triplo - F11           |              |              |             |             | 11m02       | 9º                |
| Luciano dos Santos Pereira                                                                      | Arremesso de Peso - F11/12   |              |              |             |             | 9m29        | 20º               |
| Jonathan de Souza Santos                                                                        | Arremesso de Peso - F40      |              |              |             |             | 11m85       | 5º                |
| Claudiney Batista dos Santos                                                                    | Arremesso de Peso - F57/58   |              |              |             |             | 12m87       | 7º                |
| Wanderson Alves da Silva                                                                        | Arremesso de Peso - F57/58   |              |              |             |             | 9m94        | 15º               |
| Luciano dos Santos Pereira                                                                      | Lançamento de disco - F11    |              |              |             |             | 29m31       | 7º                |
| Paulo Souza                                                                                     | Lançamento de disco - F35/36 |              |              |             |             | 32m86       | 9º                |
| Jonathan de Souza Santos                                                                        | Lançamento de disco - F40    |              |              |             |             | 40m49       | Medalha de bronze |
| Marco Aurélio Borges                                                                            | Lançamento de disco - F44    |              |              |             |             | 45m52       | 6º                |
| Claudiney Batista dos Santos                                                                    | Lançamento de disco - F57/58 |              |              |             |             | 45m90       | 4º                |
| Wanderson Alves da Silva                                                                        | Lançamento de disco - F57/58 |              |              |             |             | 35m81       | 13º               |
| Claudiney Batista dos Santos                                                                    | Lançamento de dardo - F57/58 |              |              |             |             | 45m38       | Medalha de prata  |

Feminino
| Atletas                  | Evento                       | Preliminares | Preliminares | Semifinal   | Semifinal   | Final       | Final             |
| Atletas                  | Evento                       | Marca        | Posição      | Marca       | Posição     | Marca       | Posição           |
| ------------------------ | ---------------------------- | ------------ | ------------ | ----------- | ----------- | ----------- | ----------------- |
| Jerusa Geber Santos      | 100 metros - T11             | 12s68        | 1ª Q         |             |             | 12s75       | Medalha de prata  |
| Jhúlia Santos            | 100 metros - T11             | 12s88        | 1ª Q         |             |             | 12s76       | Medalha de bronze |
| Terezinha Guilhermina    | 100 metros - T11             | 12s23        | 1ª Q         |             |             | 12s01       | Medalha de ouro   |
| Alice de Oliveira Corrêa | 100 metros - T12             | 12s81        | 1ª Q         | 13s02       | 4ª          | Não Avançou | Não Avançou       |
| Joana Helena Silva       | 100 metros - T13             | DNS          | DNS          |             |             | Não Avançou | Não Avançou       |
| Viviane Soares           | 100 metros - T13             | 13s22        | 5ª q         |             |             | 13s02       | 6º                |
| Jenifer Santos           | 100 metros - T38             | 14s66        | 4ª q         |             |             | 14s87       | 8ª                |
| Sheila Finder            | 100 metros - T46             | 13s13        | 3ª Q         |             |             | 13s33       | 5º                |
| Jerusa Geber Santos      | 200 metros - T11             | 26s96        | 1ª Q         | 26s64       | 2ª q        | 26s32       | Medalha de prata  |
| Jhúlia Santos            | 200 metros - T11             | 27s01        | 1ª Q         | 26s70       | 2ª q        | 26s65       | 4ª                |
| Terezinha Guilhermina    | 200 metros - T11             | 24s89        | 1ª Q         | 24s92       | 1ª Q        | 24s82       | Medalha de ouro   |
| Alice de Oliveira Corrêa | 200 metros - T12             | 25s92        | 2ª           |             |             | Não Avançou | Não Avançou       |
| Jenifer Santos           | 200 metros - T38             | 32s03        | 6ª           |             |             | Não Avançou | Não Avançou       |
| Jerusa Geber Santos      | 400 metros - T12             | DSQ          | DSQ          | Não Avançou | Não Avançou | Não Avançou | Não Avançou       |
| Terezinha Guilhermina    | 400 metros - T12             | 1m00s01      | 2ª q         | 58s41       | 2ª q        | 1m39s73     | 4ª                |
| Joana Helena Silva       | 400 metros - T13             |              |              |             |             | DNF         | DNF               |
| Viviane Soares           | 400 metros - T13             |              |              |             |             | 1m05s96     | 7ª                |
| Alice de Oliveira Corrêa | Salto em distância - F11/12  |              |              |             |             | 4m61        | 10ª               |
| Sheila Finder            | Salto em distância - F46     |              |              |             |             | 5m07        | 4ª                |
| Izabela Campos           | Arremesso de Peso - F11/12   |              |              |             |             | 8m71        | 7ª                |
| Marivana Oliveira        | Arremesso de Peso - F35/36   |              |              |             |             | 8m15        | 8ª                |
| Chirlene Coelho          | Arremesso de Peso - F37      |              |              |             |             | 10m60       | 4ª                |
| Marivana Oliveira        | Lançamento de disco - F35/36 |              |              |             |             | 23m73       | 7ª                |
| Shirlene Coelho          | Lançamento de disco - F37    |              |              |             |             | 27s58       | 5º                |
| Shirlene Coelho          | Lançamento de dardo - F37/38 |              |              |             |             | 37s86       | Medalha de ouro   |

### Basquetebol em cadeira de rodas(10 atletas)
| Vileide Brito de Almeida                  | 20 | 4,5 | Não tem          |
| Lucicléia da Costa e Costa                | 32 | 2,5 | All Star Rodas   |
| Naildes de Jesus Mafra                    | 34 | 2   | All Star Rodas   |
| Cleonete de Nazaré Santos                 | 35 | 2   | All Star Rodas   |
| Perla dos Santos Assunção                 | 26 | 2   | All Star Rodas   |
| Débora Cristina Guimarães da Costa        | 23 | 4   | All Star Rodas   |
| Paola Klokler                             | 21 | 4   | ADD Magic Whells |
| Cintia Mariana Lopes de Carvalho          | 27 | 1   | All Star Rodas   |
| Rosália Ramos da Silva                    | 42 | 1,5 | CAD/VETNIL/SMEL  |
| Geisa Rodrigues Vieira                    | 20 | 4   | ADD Magic Whells |
| Andreia Cristina Santa Rosa Farias        | 26 | 1   | All Star Rodas   |
| Lia Maria Soares Martins                  | 24 | 4,5 | All Star Rodas   |
| Wilson Flávio da Silva Corrêa (Treinador) |    |     |                  |

Fase de Grupos - Grupo A
| Equipe            | Pts | J | V | D | PF  | PS  | S   |
| ----------------- | --- | - | - | - | --- | --- | --- |
| AUS Austrália     | 7   | 4 | 3 | 1 | 211 | 180 | +31 |
| NED Países Baixos | 7   | 4 | 3 | 1 | 236 | 194 | +42 |
| CAN Canadá        | 7   | 4 | 3 | 1 | 248 | 221 | +27 |
| GBR Grã-Bretanha  | 5   | 4 | 1 | 3 | 151 | 217 | -66 |
| BRA Brasil        | 4   | 4 | 0 | 4 | 180 | 214 | -34 |

| 30 de agosto de 2012 14:30 UTC -3 | Relatório | Brasil                                            | 50–52 | AUS Austrália                                           |  | Basketball Arena, Londres Árbitros: Linas Radykas |  |
| 30 de agosto de 2012 14:30 UTC -3 | Relatório | Placar por quarto: 12–14, 13–11, 12–14, 13–13     |       |                                                         |  | Basketball Arena, Londres Árbitros: Linas Radykas |  |
| 30 de agosto de 2012 14:30 UTC -3 | Relatório | Pts: Lia 27 Rbts: Lia 14 Asts: Débora Cristina 12 |       | Pts: Crispim 18 Rbts: Merritt 10 Asts: Três Jogadoras 3 |  | Basketball Arena, Londres Árbitros: Linas Radykas |  |

### Bocha(7 Atletas)
| Atleta                                                        | Evento           | Fase de Grupos/ Eliminatória                                      | Fase de Grupos/ Eliminatória | 16 Avos                     | Oitavas de final      | Quartas de final      | Semifinal              | 3°lugar Final             | 3°lugar Final     |
| Atleta                                                        | Evento           | Adversário Resultado                                              | Pos                          | Adversário Resultado        | Adversário Resultado  | Adversário Resultado  | Adversário Resultado   | Adversário Resultado      | Pos               |
| ------------------------------------------------------------- | ---------------- | ----------------------------------------------------------------- | ---------------------------- | --------------------------- | --------------------- | --------------------- | ---------------------- | ------------------------- | ----------------- |
| José de Oliveira                                              | Individual BC1   | bye                                                               | bye                          | SVK J. Nagy V 4-2           | KOR K. Ji V 3-3       | KOR M. Kim V 7-1      | THA P. Tatdong D 2-5   | NOR R. Aandalen D 4-6     | 4°                |
| Maciel Santos                                                 | Individual BC2   | bye                                                               | bye                          | ESP P. Cordero Martim V 9-1 | CAN A. Dukovich V 9-3 | KOR J. Sohn V 5-5     | CHN K. Zhong V 7-1     | CHN Z. Yan V 8-0          | Medalha de ouro   |
| Natali de Faria                                               | Individual BC2   | bye                                                               | bye                          | JPN T. Hirosi D 0-12        | Não Avançou           | Não Avançou           | Não Avançou            | Não Avançou               | Não Avançou       |
| Daniele Martins                                               | Individual BC3   | SWE C. Hagdahl V 6-2                                              | -                            | THA T. Visaratanunta V 7-2  | POR A. Costa V 3-3    | Não Avançou           | Não Avançou            | Não Avançou               | Não Avançou       |
| Dirceu Pinto                                                  | Individual BC4   | bye                                                               | bye                          |                             | CZE L. Lacina V 4-2   | GBR P. McGuire V 3-3  | BRA E. Santos V 4-2    | CHN Y. Zheng V 3-3        | Medalha de ouro   |
| Eliseu dos Santos                                             | Individual BC4   | bye                                                               | bye                          |                             | CAN J. Vies V 8-1     | HKG Y. W. Leung V 4-2 | BRA D. Pinto D 2-4     | GBR S. McGuire V 5-3      | Medalha de bronze |
| Dirceu Pinto Eliseu dos Santos                                | Pares mistos BC4 | POR Portugal V 10-0 HKG Hong Kong V 7-4 CZE República Checa V 9-0 | 1º                           |                             |                       |                       | GBR Grã-Bretanha V 3-2 | CZE República Checa V 5-3 | Medalha de ouro   |
| José de Oliveira Luisa dos Reis Maciel Santos Natali de Faria | Time misto BC1-2 | IRL Irlanda V 11-2 KOR Coreia do Sul D 3-10                       | 2º                           |                             |                       | THA Tailândia D 1-11  | Não Avançou            | Não Avançou               | Não Avançou       |

### Ciclismo(2 Atletas)

#### Estrada
Masculino
| Atleta                      | Evento                      | Final    | Final   |
| Atleta                      | Evento                      | Tempo    | Posição |
| --------------------------- | --------------------------- | -------- | ------- |
| João Alberto Schwindt Filho | Corrida em estrada - C4/5   | 1h55m51  | 4°      |
| Soelito Gohr                | Corrida em estrada - C4/5   | 1h55m51  | 5°      |
| João Alberto Schwindt Filho | Corrida contrarrelógio - C5 | 35m03s39 | 9°      |
| Soelito Gohr                | Corrida contrarrelógio - C5 | 33m53s36 | 7°      |

#### Pista
Masculino
| Atleta                      | Evento                     | Qualificação | Qualificação | Final       | Final       |
| Atleta                      | Evento                     | Tempo        | Posição      | Tempo       | Posição     |
| --------------------------- | -------------------------- | ------------ | ------------ | ----------- | ----------- |
| João Alberto Schwindt Filho | 1 km contrarrelógio - C4/5 | Bye          | Bye          | 1m11s259    | 12°         |
| Soelito Gohr                | 1 km contrarrelógio - C4/5 | Bye          | Bye          | 1m13s017    | 16°         |
| João Alberto Schwindt Filho | Perseguição - C5           | 4m43s553     | 6°           | Não Avançou | Não Avançou |
| Soelito Gohr                | Perseguição - C5           | 4m58s061     | 11º          | Não Avançou | Não Avançou |

### Esgrima em cadeira de rodas(1 atleta)
Masculino
| Atleta                | Modalidade             | Fase de grupos                                                                         | Oitavas de final        | Quartas de final       | Semifinais              | Final                  | Resultado       | Resultado |
| Atleta                | Modalidade             | Adversário e resultado                                                                 | Adversário e resultado  | Adversário e resultado | Adversário e resultado  | Adversário e resultado | Resultado       | Resultado |
| --------------------- | ---------------------- | -------------------------------------------------------------------------------------- | ----------------------- | ---------------------- | ----------------------- | ---------------------- | --------------- | --------- |
| Jovane Silva Guissone | Florete Indivudual - B | CHN T. C. Chung D 3-5 POL Z. Wyganowski V 5-3 UKR A. Datsko V 5-3 ITA M. Cima V 5-4    | bye                     | UKR A. Datsko D 5-15   | Não Avançou             | Não Avançou            | Não Avançou     |           |
| Jovane Silva Guissone | Espada Indivudual - B  | BLR M. Bezyazychny D 0-5 POL G. Pluta V 5-2 RUS A. Kurzin V 5-3 CAN P. Mainville D 2-5 | CAN P. Mainville V 15-6 | FRA M. Cratere V 15-11 | FRA A. Latreche V 15-11 | HKG C. S. Tam V 15-14  | Medalha de ouro |           |

### Levantamento de peso(5 atletas)
Masculino
| Atletas            | Evento   | Resultado | Posição |
| ------------------ | -------- | --------- | ------- |
| Alexander Whitaker | -67.5 kg | 165,0     | 7º      |
| Rodrigo Marques    | -90 kg   | 192,0     | 6º      |

Feminino
| Atletas                 | Evento | Resultado | Posição |
| ----------------------- | ------ | --------- | ------- |
| Josilene Ferreira       | -75 kg | NM        | NM      |
| Marcia Cristina Menezes | -75 kg | 110,0     | 6º      |

### Judô(9 atletas)
Masculino
| Atleta                 | Evento  | Preliminares                 | Quartas                                                              | Semifinal e Bronze                                 | Final                | Pos.              |
| Atleta                 | Evento  | Adversário resultado         | Adversário resultado                                                 | Adversário resultado                               | Adversário resultado | Pos.              |
| ---------------------- | ------- | ---------------------------- | -------------------------------------------------------------------- | -------------------------------------------------- | -------------------- | ----------------- |
| Harlley Damião Pereira | −81 kg  | GBR D. Powell D 000H–1001    | GER M. Krieger D 0101–1000                                           | Não Avançou                                        | Não Avançou          | Não Avançou       |
| Julian Roberto Santos  | −90 kg  | AZE T. Mammadov V 0010–0002  | ARG J. Lencina D 0000–1000 Predefinição:FlagIPOCathlete2 D 0001–0201 | Não Avançou                                        | Não Avançou          | Não Avançou       |
| Antônio Tenório        | −100 kg | THA S. Srijarung V 1000–0000 | RUS V. Fedin D 0002–0011 JPN A. Kitazono V 0113–0103                 | IRN H. Alizadeh V 1003–0104                        | Não Avançou          | Medalha de bronze |
| Wilians Silva          | +100 kg | LAT G. Papp V 0020-0000      | IRN H. Nadri V 0011-0000                                             | CHN S. Wang D 0000-0200 AZE I. Zakiyev D 0000-0201 | Não Avançou          | Não Avançou       |

Feminino
| Atleta                  | Evento | Quartas                      | Semifinal e Bronze                                   | Final                        | Pos.              |
| Atleta                  | Evento | Adversário resultado         | Adversário resultado                                 | Adversário resultado         | Pos.              |
| ----------------------- | ------ | ---------------------------- | ---------------------------------------------------- | ---------------------------- | ----------------- |
| Karla Ferreira Cardoso  | −48 kg | CHN X. Huang V 0011–0000     | TPE K. Lee D 0010–0020 RUS V. Potapova D 0001–0010   | Não Avançou                  | Não Avançou       |
| Michelle Ferreira       | −52 kg | RUS A. Stepaniuk D 0001–0011 | FRA S. Martinet V 1000–0000                          | Não Avançou                  | Medalha de bronze |
| Lúcia da Silva Teixeira | −57 kg | bye                          | ESP M. M. Herrero V 1011–0002                        | AZE A. Sultanova D 0000–1000 | Medalha de prata  |
| Daniele Bernardes Milan | −63 kg | FIN P. Tolppanen V 1000–0000 | CHN T. Zhou D 0001–0021 VEN N. Soazo V 1000–0001     | Não Avançou                  | Medalha de bronze |
| Deanne Silva de Almeida | +70 kg | USA K. Davis V 0122–0010     | CHN Y. Yuan D 0000–1010 RUS I. Kalyanova D 0113–0212 | Não Avançou                  | Não Avançou       |

### Natação(20 atletas)
Masculino
| Atletas | Evento                        | Preliminares | Preliminares | Final       | Final            |
| Atletas | Evento                        | Marca        | Posição      | Marca       | Posição          |
| --- | ----------------------------- | ------------ | ------------ | ----------- | ---------------- |
| Ronystony Cordeiro da Silva | 50 metros livre - S4          | 44s22        | 12º          | Não Avançou | Não Avançou      |
| Clodoaldo Silva | 50 metros livre - S5          | 35s23        | 5º Q         | 34s99       | 5º               |
| Daniel Dias | 50 metros livre - S5          | 33s02        | 1º Q         | 32s05       | Medalha de ouro  |
| Francisco Avelino | 50 metros livre - S5          | 43s03        | 15º          | Não Avançou | Não Avançou      |
| Adriano de Lima | 50 metros livre - S6          | 33s18        | 9º           | Não Avançou | Não Avançou      |
| André Brasil | 50 metros livre - S10         | 23s50        | 1º Q         | 23s16       | Medalha de ouro  |
| Phelipe Andrews Melo Rodrigues | 50 metros livre - S10         | 24s12        | 3º Q         | 23s99       | 4º               |
| Matheus Souza | 50 metros livre - S11         | 28s04        | 10º          | Não Avançou | Não Avançou      |
| Carlos Farremberg | 50 metros livre - S13         | 24s71        | 6º Q         | 24s62       | 6º               |
| Ronystony Cordeiro da Silva | 100 metros livre - S4         | 1m48s16      | 13º          | Não Avançou | Não Avançou      |
| Clodoaldo Silva | 100 metros livre - S5         | DSQ          | DSQ          | Não Avançou | Não Avançou      |
| Daniel Dias | 100 metros livre - S5         | 1m14s16      | 1° Q         | 1m09s35     | Medalha de ouro  |
| Francisco Avelino | 100 metros livre - S5         | 1m35s14      | 11°          | Não Avançou | Não Avançou      |
| Adriano de Lima | 100 metros livre - S6         | 1m10s96      | 5º Q         | 1m11s32     | 8º               |
| Ronaldo Santos | 100 metros livre - S7         | 1m12s23      | 15º          | Não Avançou | Não Avançou      |
| Caio Oliveira | 100 metros livre - S8         | 1m05s86      | 16º          | Não Avançou | Não Avançou      |
| André Brasil | 100 metros livre - S10        | 53s02        | 2º Q         | 51s07       | Medalha de ouro  |
| Phelipe Andrews Melo Rodrigues | 100 metros livre - S10        | 53s21        | 3º Q         | 52s42       | Medalha de prata |
| Matheus Souza | 100 metros livre - S11        | 1m02s99      | 9º           | Não Avançou | Não Avançou      |
| Carlos Farremberg | 100 metros livre - S13        | 54s46        | 8º Q         | 42s14       | 8º               |
| Ronystony Cordeiro da Silva | 200 metros livre - S4         | 3m55s54      | 10º          | Não Avançou | Não Avançou      |
| Clodoaldo Silva | 200 metros livre - S5         | 2m59s58      | 7º Q         | DNS         | DNS              |
| Daniel Dias | 200 metros livre - S5         | 2m36s51      | 1º Q         | 2m27s83     | Medalha de ouro  |
| Adriano de Lima | 400 metros livre - S6         | 5m30s75      | 6º Q         | 5m33s79     | 7º               |
| Ítalo Pereira | 400 metros livre - S7         | 5m08s70      | 9º           | Não Avançou | Não Avançou      |
| Ronaldo Santos | 400 metros livre - S7         | 5m19s85      | 12º          | Não Avançou | Não Avançou      |
| Caio Oliveira | 400 metros livre - S8         | 4m41s20      | 5º Q         | 4m39s86     | 7º               |
| André Brasil | 400 metros livre - S10        | 4m17s15      | 6º Q         | 4m11s23     | 4º               |
| Matheus Souza | 400 metros livre - S11        | 4m57s32      | 4° Q         | 4m58s50     | 6°               |
| Carlos Farremberg | 400 metros livre - S13        | 4m37s22      | 10º          | Não Avançou | Não Avançou      |
| Clodoaldo Silva | 50 metros borboleta - S5      | 47s19        | 13°          | Não Avançou | Não Avançou      |
| Daniel Dias | 50 metros borboleta - S5      | 35s72        | 2° Q         | 32s05       | Medalha de ouro  |
| André Brasil | 100 metros borboleta - S10    | 58s72        | 4º Q         | 56s35       | Medalha de ouro  |
| Phelipe Andrews Melo Rodrigues | 100 metros borboleta - S10    | 59s16        | 6º Q         | 58s79       | 5º               |
| Ronystony Cordeiro da Silva | 50 metros costas - S4         | 50s95        | 7º Q         | 51s75       | 7º               |
| Daniel Dias | 50 metros costas - S5         | 36s29        | 1º Q         | 34s99       | Medalha de ouro  |
| Francisco Avelino | 50 metros costas - S5         | 44s89        | 12º          | Não Avançou | Não Avançou      |
| Ivanildo Vasconcelos | 100 metros costas - S6        | 1m37s68      | 12º          | Não Avançou | Não Avançou      |
| Ítalo Pereira | 100 metros costas - S7        | 1m16s41      | 11º          | Não Avançou | Não Avançou      |
| Ronaldo Santos | 100 metros costas - S7        | 1m22s37      | 13º          | Não Avançou | Não Avançou      |
| Caio Oliveira | 100 metros costas - S8        | 1m16s72      | 11º          | Não Avançou | Não Avançou      |
| André Brasil | 100 metros costas - S10       | 1m01s38      | 3º Q         | 1m00s11     | Medalha de prata |
| Ronystony Cordeiro da Silva | 50 metros peito - SB3         | 1m00s83      | 13º          | Não Avançou | Não Avançou      |
| Daniel Dias | 100 metros peito - SB4        | 1m35s82      | 1º Q         | 1m32s27     | Medalha de ouro  |
| Francisco Avelino | 100 metros peito - SB4        | 2m00s11      | 10º          | Não Avançou | Não Avançou      |
| Ivanildo Vasconcelos | 100 metros peito - SB4        | 1m53s61      | 8º Q         | 1m52s84     | 7º               |
| Adriano de Lima | 100 metros peito - SB5        | 1m43s29      | 7º Q         | 1m43s88     | 7º               |
| Carlos Alberto Lopes Maciel | 100 metros peito - SB8        | 1m22s74      | 20º          | Não Avançou | Não Avançou      |
| Adriano de Lima | 200 metros medley - SM6       | 3m10s51      | 12º          | Não Avançou | Não Avançou      |
| André Brasil | 200 metros medley - SM10      | 2m16s25      | 3º Q         | 2m12s36     | Medalha de prata |
| Carlos Farremberg | 200 metros medley - SM13      | 2m28s38      | 12°          | Não Avançou | Não Avançou      |
| André Brasil Caio Oliveira Daniel Dias Phelipe Andrews Melo Rodrigues                                                                                       | 4x100 metros livre 34 pontos  | 4m00s12      | 2º Q         | 3m55s63     | 4º               |
| Adriano de Lima André Brasil Caio Oliveira Carlos Alberto Lopes Maciel Daniel Dias Ítalo Pereira Phelipe Andrews Melo Rodrigues Ronystony Cordeiro da Silva | 4x100 metros medley 34 pontos | 4m33204      | 8º Q         | 4m28s50     | 7º               |

Feminino
| Atletas           | Evento                   | Preliminares | Preliminares | Final       | Final             |
| Atletas           | Evento                   | Marca        | Posição      | Marca       | Posição           |
| ----------------- | ------------------------ | ------------ | ------------ | ----------- | ----------------- |
| Joana Maria Silva | 50 metros livre - S5     | 38s73        | 3ª Q         | 38s11       | 4ª                |
| Verônica Almeida  | 50 metros livre - S7     | 38s34        | 13ª          | Não Avançou | Não Avançou       |
| Raquel Viel       | 50 metros livre - S12    | 32s79        | 14ª          | Não Avançou | Não Avançou       |
| Letícia Freitas   | 50 metros livre - S13    | 30s16        | 10ª          | Não Avançou | Não Avançou       |
| Joana Maria Silva | 100 metros livre - S5    | 1m28s90      | 7ª Q         | 1m29s28     | 7ª                |
| Suzana Ribeiro    | 100 metros livre - S7    | 1m22s09      | 13ª          | Não Avançou | Não Avançou       |
| Verônica Almeida  | 100 metros livre - S7    | DNS          | DNS          | Não Avançou | Não Avançou       |
| Raquel Viel       | 100 metros livre - S12   | DNS          | DNS          | Não Avançou | Não Avançou       |
| Letícia Freitas   | 100 metros livre - S13   | 1m06s65      | 9ª           | Não Avançou | Não Avançou       |
| Joana Maria Silva | 200 metros livre - S5    | 3m16s27      | 6ª Q         | 3m17s43     | 6ª                |
| Suzana Ribeiro    | 400 metros livre - S7    | 5m58s64      | 10ª          | Não Avançou | Não Avançou       |
| Raquel Viel       | 400 metros livre - S12   | 5m29s46      | 9ª           | Não Avançou | Não Avançou       |
| Joana Maria Silva | 50 metros borboleta - S5 | 48s37        | 4ª Q         | 46s62       | Medalha de bronze |
| Verônica Almeida  | 50 metros borboleta - S7 | 39s93        | 8ª Q         | 39s63       | 7ª                |
| Edenia Garcia     | 50 metros costas - S4    | 54s70        | 3ª Q         | 53s85       | Medalha de prata  |
| Suzana Ribeiro    | 100 metros costas - S7   | 1m39s28      | 15ª          | Não Avançou | Não Avançou       |
| Raquel Viel       | 100 metros costas - S12  | 1m21s74      | 7ª Q         | 1m21s10     | 7ª                |
| Suzana Ribeiro    | 100 metros peito - SB7   | 1m38s39      | 4ª Q         | 1m38s71     | 4ª                |
| Raquel Viel       | 100 metros peito - SB12  | 1m32s00      | 11ª          | Não Avançou | Não Avançou       |
| Joana Maria Silva | 200 metros medley - SM5  | 4m02s26      | 6ªQ          | 3m59s42     | 6ª                |
| Suzana Ribeiro    | 200 metros medley - SM7  | 3m12s23      | 4ª Q         | 3m10s42     | 5ª                |
| Raquel Viel       | 200 metros medley - SM12 | 2m53s95      | 10ª          | Não Avançou | Não Avançou       |

### Tênis de mesa(14 atletas)
Masculino
| Atleta                                         | Evento             | Preliminares                                     | Quartas              | Semifinal            | Final                | Pos.        |
| Atleta                                         | Evento             | Adversário resultado                             | Adversário resultado | Adversário resultado | Adversário resultado | Pos.        |
| ---------------------------------------------- | ------------------ | ------------------------------------------------ | -------------------- | -------------------- | -------------------- | ----------- |
| Iranildo Espíndula                             | Simples Classe 2   | KOR M. G. Kim D 0-3 CHN Y. Gao D 1-3             | Não Avançou          | Não Avançou          | Não Avançou          | Não Avançou |
| Ronaldo Souza                                  | Simples Classe 2   | CZE J. Suchanek V 3-0 FRA F. Lamirault D 2-3     | Não Avançou          | Não Avançou          | Não Avançou          | Não Avançou |
| Welder Knaf                                    | Simples Classe 3   | KOR M. Dollmann V 3-0 SRB Z. Kesler D 2-3        | Não Avançou          | Não Avançou          | Não Avançou          | Não Avançou |
| Babes Eziquiel                                 | Simples Classe 4   | CHN X. Guo D 0-3 GER D. Kober D 1-3              | Não Avançou          | Não Avançou          | Não Avançou          | Não Avançou |
| Claudiomiro Segatto                            | Simples Classe 5   | NOR T. Urhaug D 0-3 FRA N. Savant-Aira D 2-3     |                      | Não Avançou          | Não Avançou          | Não Avançou |
| Carlo Michell                                  | Simples Classe 6   | RUS A. Ezaulov D 0-3 KOR H. K. Park D 0-3        | Não Avançou          | Não Avançou          | Não Avançou          | Não Avançou |
| Paulo Salmin                                   | Simples Classe 8   | BEL M. Ledoux D 0-3 POL M. Skrzynecki D 0-3      | Não Avançou          | Não Avançou          | Não Avançou          | Não Avançou |
| Carlos Carbinati                               | Simples Classe 10  | CHN H. Lian D 2-3 POL K. Daybell D 0-3           | Não Avançou          | Não Avançou          | Não Avançou          | Não Avançou |
| Carlos Carbinati                               | Simples Classe 11  | FRA P. Pereira-Leal D 0-3 POL P. Olejarski D 0-3 |                      | Não Avançou          | Não Avançou          | Não Avançou |
| Iranildo Espíndula Ronaldo Souza               | Equipe Classe 1/2  | bye                                              | SVK Eslováquia D 0-3 | Não Avançou          | Não Avançou          | Não Avançou |
| Babes Eziquiel Claudiomiro Segatto Welder Knaf | Equipe Classe 4/5  | GER Alemanha D 2-3                               | Não Avançou          | Não Avançou          | Não Avançou          | Não Avançou |
| Carlo Michell Carlos Carbinati Paulo Salmin    | Equipe Classe 9/10 | MYS Malásia D 1-3                                | Não Avançou          | Não Avançou          | Não Avançou          | Não Avançou |

Feminino
| Atleta                         | Evento             | Preliminares                                                | Quartas de Final     | Semifinal            | Final                | Pos.        |             |
| Atleta                         | Evento             | Adversário resultado                                        | Adversário resultado | Adversário resultado | Adversário resultado | Pos.        |             |
| ------------------------------ | ------------------ | ----------------------------------------------------------- | -------------------- | -------------------- | -------------------- | ----------- | ----------- |
| Joyce Oliveira                 | Simples Classe 4   | CHN M. Zhang D 0-3 SRB N. Matic D 1-3                       |                      | Não Avançou          | Não Avançou          | Não Avançou | Não Avançou |
| Maria Passos                   | Simples Classe 5   | CHN B. Zhang D 0-3 KOR Y. Jung D 0-3                        |                      | Não Avançou          | Não Avançou          | Não Avançou | Não Avançou |
| Jane Rodrigues                 | Simples Classe 8   | NOR A. Dahlen D 0-3 PHL J. Medina D 0-3 CHN J. Mao D 0-3    |                      | Não Avançou          | Não Avançou          | Não Avançou |             |
| Bruna Alexandre                | Simples Classe 10  | CHN L. Fan D 2-3 FRA A. le Morvan V 3-1 AUS M. Tapper D 2-3 |                      | Não Avançou          | Não Avançou          | Não Avançou |             |
| Iliane Faust                   | Simples Classe 11  | HKG C. K. Yeung D 0-3 POL K. Sieniemiecka D 0-3             |                      | Não Avançou          | Não Avançou          | Não Avançou |             |
| Joyce Oliveira Maria Passos    | Equipe Classe 4/5  | bye                                                         | SRB Sérvia D 0-3     | Não Avançou          | Não Avançou          | Não Avançou |             |
| Bruna Alexandre Jane Rodrigues | Equipe Classe 6/10 | NED Países Baixos V 3-2                                     | POL Polônia D 1-3    | Não Avançou          | Não Avançou          | Não Avançou |             |

### Tênis em cadeira de rodas(5 atletas)
Masculino
| Atleta                 | Evento  | 32 Avos                         | 16 Avos                 | Oitavas              | Quartas              | Semifinal            | Final                | Pos.        |
| Atleta                 | Evento  | Adversário resultado            | Adversário resultado    | Adversário resultado | Adversário resultado | Adversário resultado | Adversário resultado | Pos.        |
| ---------------------- | ------- | ------------------------------- | ----------------------- | -------------------- | -------------------- | -------------------- | -------------------- | ----------- |
| Carlos Santos          | Simples | BEL J. Gerard D 3-6 2-6         | Não Avançou             | Não Avançou          | Não Avançou          | Não Avançou          | Não Avançou          | Não Avançou |
| Daniel Alves Rodrigues | Simples | ECU E. O. Barrios V 7-6 5-7 6-4 | GBR G. Reid D 0-6 0-6   | Não Avançou          | Não Avançou          | Não Avançou          | Não Avançou          | Não Avançou |
| Maurício Pommê         | Simples | POL A. Batycki V 6-4 6-2        | FRA S. Houdet D 2-6 1-6 | Não Avançou          | Não Avançou          | Não Avançou          | Não Avançou          | Não Avançou |
| Rafael Medeiros Gomes  | Simples | JPN S. Kunieda D 0-6 0-6        | Não Avançou             | Não Avançou          | Não Avançou          | Não Avançou          | Não Avançou          | Não Avançou |

### Tiro esportivo(1 atleta)
Masculino
| Carlos Garletti | R1-10m Carabina de ar SH1               | 563 | 26º | Não avançou | Não avançou | Não avançou | Não avançou | Não avançou | Não avançou |
| Carlos Garletti | R7-50m Carabina 3 posições SH1          |     |     |             |             |             |             |             |             |
| Carlos Garletti | R3-10m Carabina de ar deitado SH1 misto | 596 | 27º | Não avançou | Não avançou | Não avançou | Não avançou | Não avançou | Não avançou |
| Carlos Garletti | R6-50m Carabina deitado SH1 misto       | 583 | 19º | Não avançou | Não avançou | Não avançou | Não avançou | Não avançou | Não avançou |

### Vela(2 atletas)
Misto
| Atleta                      | Evento | Regata | Regata | Regata | Regata | Regata   | Regata | Regata | Regata | Regata | Regata | Regata | Pontos | Posição |
| Atleta                      | Evento | 1      | 2      | 3      | 4      | 5        | 6      | 7      | 8      | 9      | 10     | M      | Pontos | Posição |
| --------------------------- | ------ | ------ | ------ | ------ | ------ | -------- | ------ | ------ | ------ | ------ | ------ | ------ | ------ | ------- |
| Bruno Landgraf Elaine Cunha | SKUD18 | 11     | 11     | 10     | 11     | (12) OCS | 10     |        |        |        |        |        |        |         |